# 구세주 그리스도상

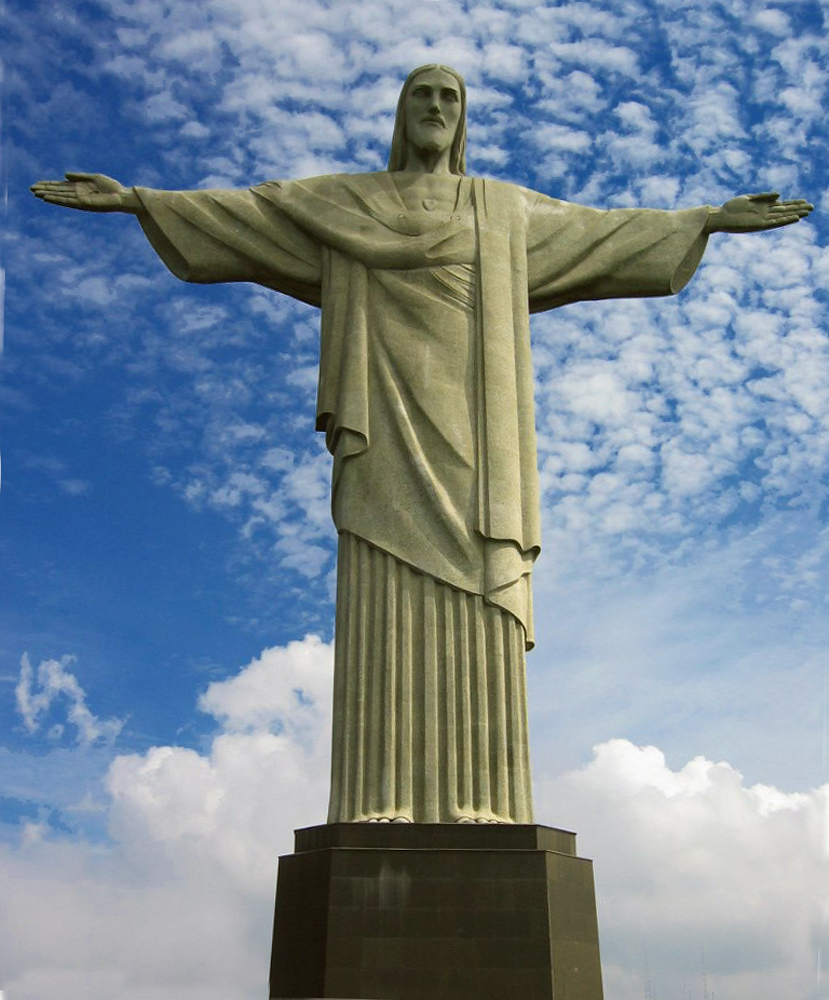
리우데자네이루에 있는 구세주 그리스도상 (2007년)

구세주 그리스도상(브라질 포르투갈어: Cristo Redentor 우 크리스투 헤덴토르)은 브라질의 리우데자네이루에 있는 예수 그리스도의 조각상이다. 프랑스의 조각가 폴 란도프스키와 브라질의 기술자 에이토르 실바 다 코스타가 설계를 담당하였으며, 1922년과 1931년 사이에 건축되었다. 양팔 사이의 길이는 28m이며, 높이는 30m이다. 받침대까지 합한 높이는 38m이다.
무게는 약 1,145t이며 예수의 모습을 새긴 조각상으로는 세계 최대 규모이다. 티주카 삼림 국립공원 내에 있는 코르코바두 산의 정상에 세워져 있으며, 리우데자네이루가 한눈에 내려다보이는 위치에 있다. 이 조각상은 로마 가톨릭교회의 상징인 동시에, 리우데자네이루와 브라질의 대표 문화유산으로 자리잡았다. 연간 약 180만명의 관광객들이 이 곳을 방문한다. 조각상은 강화 콘크리트와 동석으로 만들어졌다.

## 역사

### 브라질 왕자 시기
코르코바두 산 정상에 조각상을 세우자는 발상은 1850년대 중반으로 거슬러 올라간다. 당시 가톨릭 신부 페드루 마르티아 부스는 브라질 황제 페드루 2세의 딸인 이자베우 공주에게 거대한 종교적 기념상을 세우는 데 자본을 투자할 것을 건의했다. 그러나 이자베우 공주는 이 계획에 그다지 관심을 보이지 않았고, 1889년 브라질 반군주제 운동으로 브라질 제국이 붕괴하고 브라질 헌법에 정교분리의 원칙이 추가되면서 이 계획은 무산되었다.

### 1920년대

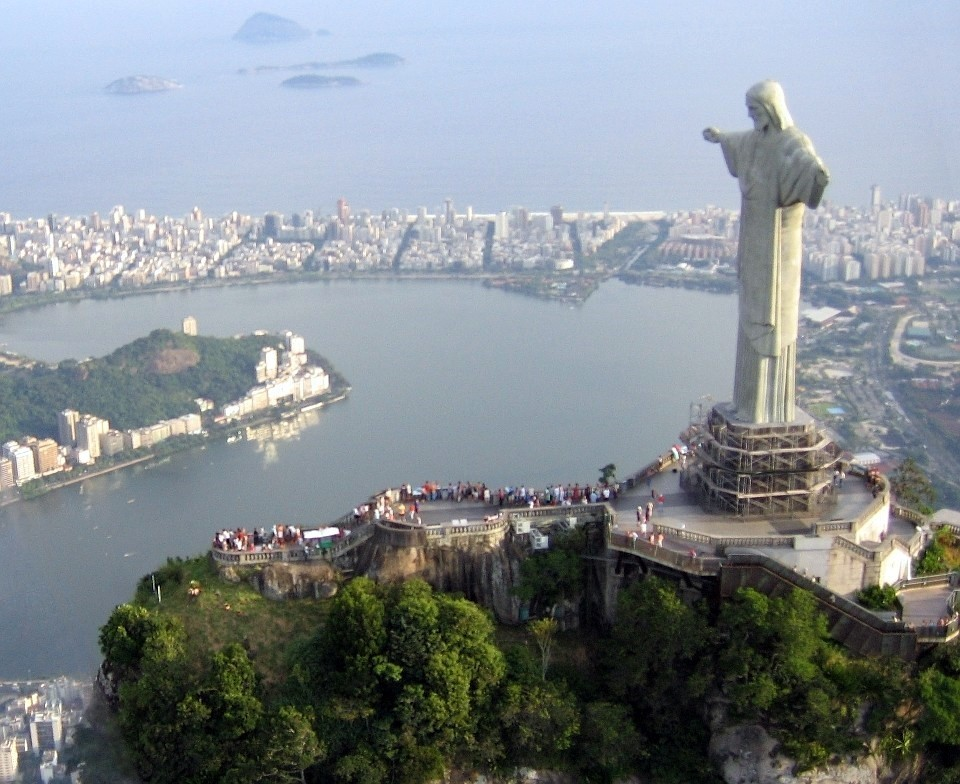
도시를 배경으로 한 리우데자네이루 그리스도상

이후 1920년 리우데자네이루 대교구에서 거대한 랜드마크격 조각상을 산 꼭대기에 세우자는 제안을 했다. 대교구는 기부금과 조각상을 세우는 데에 대한 지지를 모으기 위해 조각상 주간(브라질 포르투갈어: Semana do Monumento) 행사를 열었다. 건설 비용의 대부분은 브라질 가톨릭 신자들의 모금으로 충당되었고, 조각상 형태는 여러 안건들 중 평화를 상징하는 두 팔을 벌리고 있는 모양이 채택되었다. 
브라질의 기술자 에이토르 다 시우바 코스타와 폴란드계 프랑스 조각가 폴 란도프스키가 이 조작상의 설계를 담당했다.여러 엔지니어 및 기술자들의 연구 결과 강철보다는 철근 콘크리트(Albert Caquot가 디자인을 맡았다)가 십자가 모양의 그리스도상을 세우는 데 더 효율적인 판단 아래, 철근 콘크리트를 그 재료로 하기로 했다. 콘크리트는 스웨덴에서 직접 공수해왔고, 바깥 층은 내구성과 조각의 용이성을 고려하여 동석을 사용했다. 제작비용 25만달러를 들여 1926년부터 1931년까지 5년에 걸친 대공사가 진행되었고, 1931년 10월 12일 봉헌식이 치러졌다. 점등 행사에서는 브라질 리우데자네이루에서 9,200km 떨어진 이탈리아 로마에서 원격으로 전등을 켤 계획이었으나, 악천후로 인해 현장에서 직접 전등을 키게 되었다.

### 2000년대
2006년 10월에, 리우데자네이루의 주교가 성모 마리아에게 봉헌한 성당을 그리스도상 아래에 지어, 그 곳에서 결혼식과 축성식을 받을 수 있도록 하였다. 2008년 2월 10일 일요일 강한 벼락이 그리스도상에 떨어져, 조각상의 손가락, 머리, 얼굴 부분에 피해가 생겼다. 리우데자네이루 시청에서는 피뢰침을 교체하고 외부의 동석판을 보강하는 쪽으로 그리스도상을 복구했다. 2014년 1월에 또 그리스도상에 벼락이 떨어지며 오른손 손가락이 떨어지는 불상사가 있었다. 

### 보수 작업
2010년에 그리스도상은 대대적인 보수 작업에 들어갔다. 주 정부는 조각상을 깨끗이 손질하고, 외부의 동석판을 교체할 뿐만 아니라, 내부의 철골 구조도 보강하고 방수 처리를 강화하는 등 상당한 노력을 기울였다. 하지만 수리 작업 도중, 괴한들이 공사 현장에 침입하여 조각상의 팔 부분에 스프레이를 뿌리고 도주하는 사건이 발생했는데, 이에 정부는 이를 '국가에 대한 테러'로 규정하고 조사를 시작했다. 후에 이 괴한들은 스스로 경찰에 자수했다.
2015년에 러시아인과 우크라이나인 2명이서 맨몸으로 조각상을 올라가 사진을 찍고 동영상을 인터넷에 올렸다. 또한 포르투갈 리스본의 테주 강에도 비슷한 모습을 한 높이 28미터의 조각상(포르투갈어: Cristo Rei)이 들어섰다.

## 복구 공사
1990년대에, 브라질의 국영 기업과 그 외 다수의 다국적 기업, 그리고 브라질 주 정부가 그리스도상의 보수 작업 계획에 동의하였다. 2000년대에 와서야 그리스도상과 그 주위에 편의를 위한 시설들이 많이 들어섰는데, 2003년에 에스컬레이터, 승강기, 경사로가 설치되었으며, 2010년에는 그리스도상 자체를 보수 공사하여, 동석판을 들어내고 이끼, 잡초들을 제거하였으며, 갈라진 틈새들을 메웠고, 머리와 손에 있는 피뢰침을 교체하였다.
복구 공사에는 100명이 넘는 인력이 참여하였고, 6만 개가 넘는 돌들이 그리스도상을 지을 때 사용된 바로 그 채석장에서 직접 캐내어졌다. 그리스도상이 다시 대중들에게 공개될 때, 당시 2010 피파 월드컵을 기념하여 브라질의 상징색인 노란색과 초록색 빛으로 그리스도상을 비추었다.
그리스도상은 워낙 높은 곳에 세워져 있어, 끊임없이 강풍과 풍화에 시달리기 때문에 보수 공사는 주기적으로 이루어져야만 한다. 특히 이 곳에 치는 낙뢰의 빈도가 높아 그 위험은 더욱 크다. 원래의 밝은색 돌이 더 이상 그 채석장에서 나지 않지 때문에, 현재 교체되는 돌들의 색상은 점점 더 어두워지고 있다.

## 7대 불가사의 등재 및 관련 논란

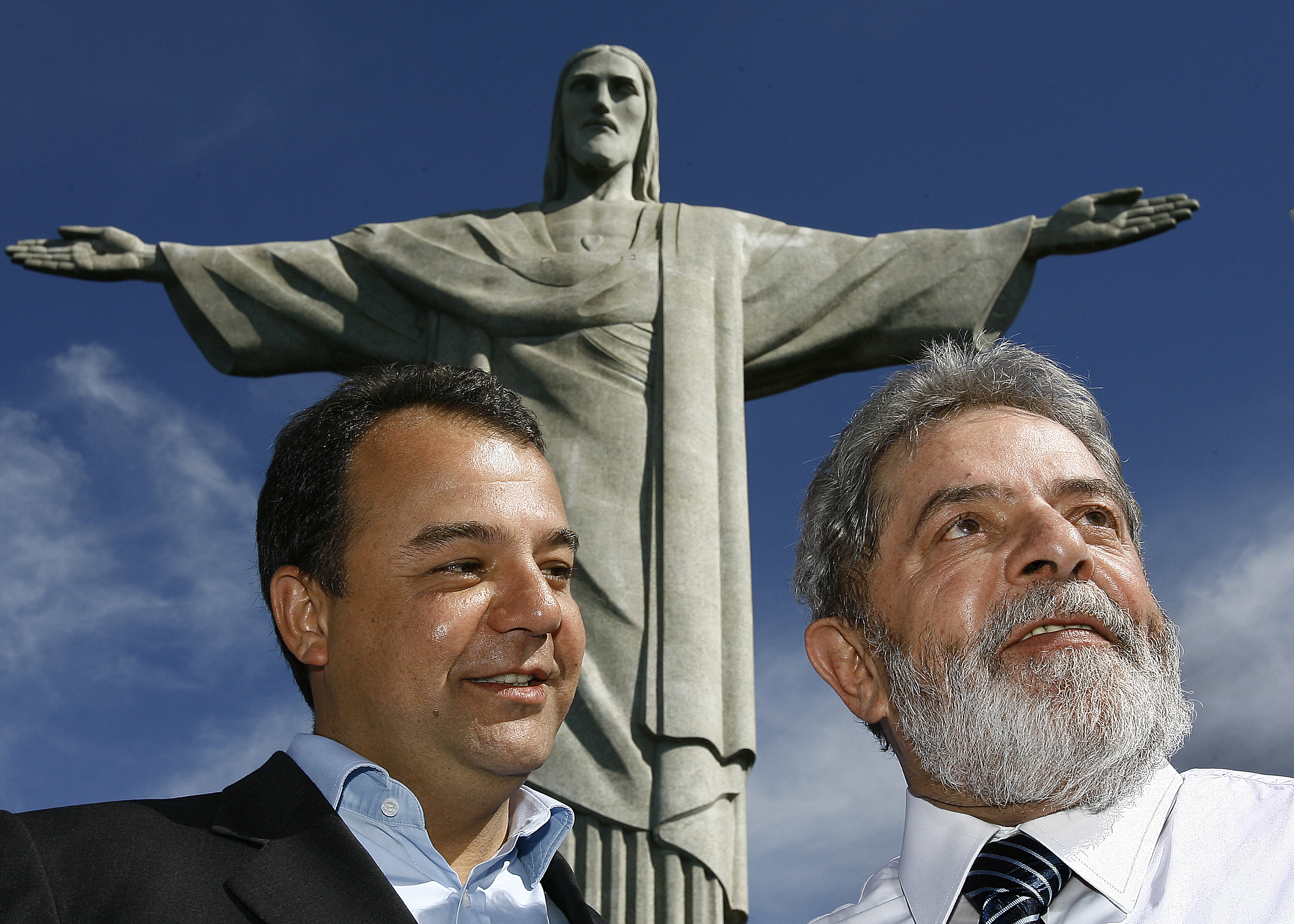
그리스도상 앞의 브라질 대통령 루이스 이나시우 룰라 다 시우바(오른쪽)와 리우데자네이루 주지사 세르지우 카브랄 필류

2007년 7월 7일 스위스에 본거지를 둔 민간 재단에서 이 그리스도상을 새로운 세계 7대 불가사의 중 하나로 등재하였다. 브라질에서는 사기업체들의 지원 아래 '그리스도상에 투표하자' 캠페인이 벌어졌다. 브라질 최대 민영 언론매체 헤지 글로부와 브라지스쿠 은행을 비롯한 스폰서들은 7대 불가사의에 이 석상이 뽑히도록 하기 위해 수백만 달러에 이르는 돈을 쓰면서, 인터넷 투표로 선정되는 점을 이용하여 네티즌들에게 표를 행사할 것을 적극적으로 권장했다. 루이스 이나시우 룰라 다 시우바 대통령까지 직접 나서 투표 참여를 촉구했다. 결국 그리스도상은 네 번째로 많은 표를 얻어 새로운 세계 7대 불가사의의 하나로 선정되었으며, 이에 대해 룰라 대통령은 성명을 발표하고 환영의 뜻을 밝혔으나, 프랑스나 스페인 등 불가사의 목록에 등록을 시키지 못한 국가에서는 '전 세계적 차원의 코미디'라는 표현을 쓰며 강한 불만을 제기하였다. 그 이유로 건립 연대가 비교적 최근이고 건축양식이 독특한 것도 아니며, 한 사람이 여러 인터넷 주소를 사용할 수 있는 투표 체계 상 인구가 많은 브라질이 유리할 수밖에 없었다는 것이었다. 브라질 정부는 그리스도상이 7대 불가사의에 등재되자 관광객 유치 활성화를 위해 코르코바두 산 정상을 성역화하고 주변 지역 정비작업에 착수했다.

## 절묘한 위치
구세주 그리스도상의 앞부분은 브라질에서도 손꼽히는 부촌인 반면 구세주 그리스도상의 뒷부분은 파벨라이다.

## 같이 보기
- 새로운 세계 7대 불가사의